# ニック・アレン (内野手)
ニコラス・ライアン・アレン（Nicholas Ryan Allen, 1998年10月8日 - ）は、アメリカ合衆国カリフォルニア州サンディエゴ出身のプロ野球選手（遊撃手）。右投右打。MLBのアトランタ・ブレーブス所属。
2021年開催の東京オリンピック 野球 銀メダリスト。

## 経歴

### プロ入りとアスレチックス時代

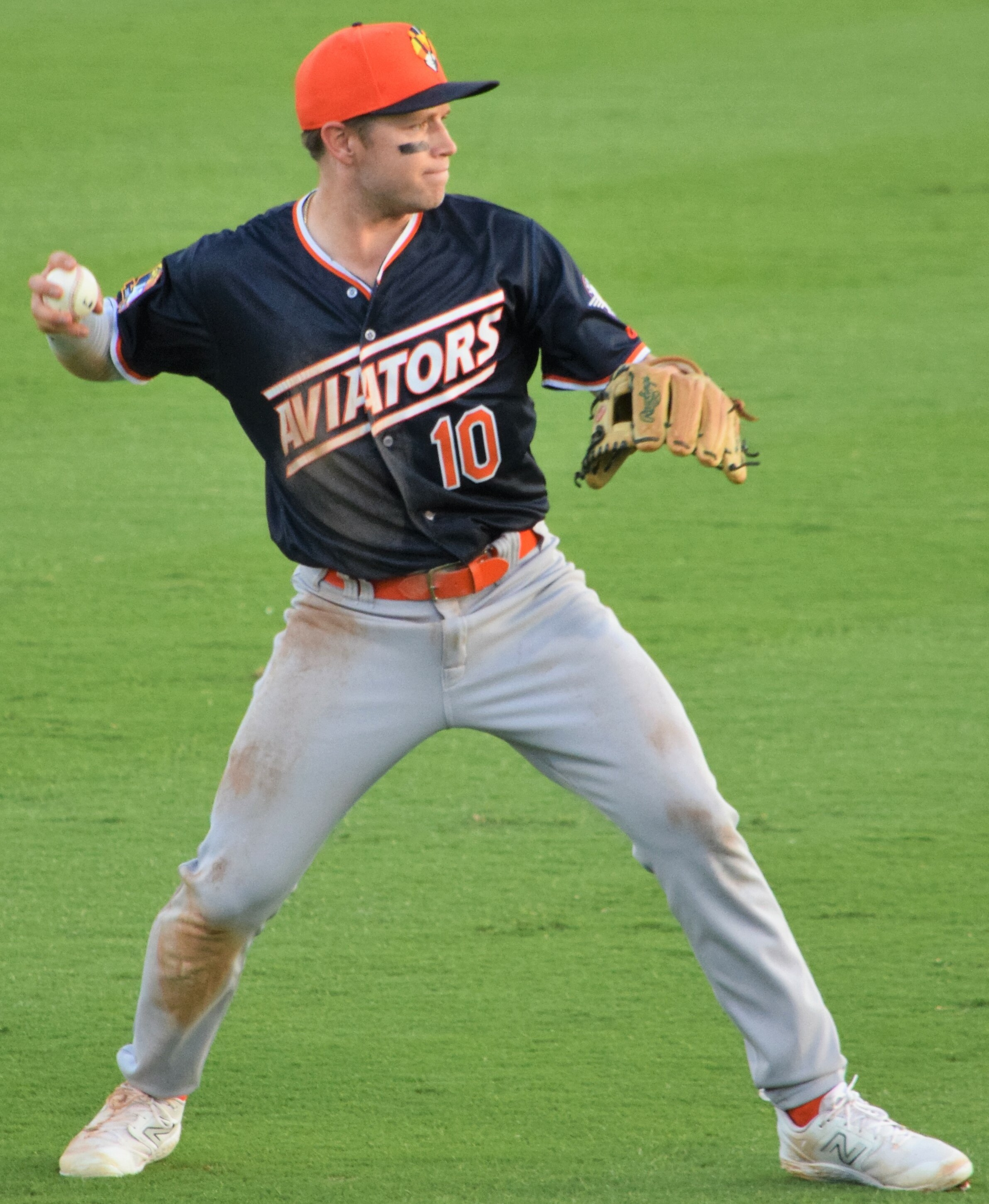
AAA級ラスベガス時代
（2023年4月19日）

2017年のMLBドラフト3巡目（全体81位）でオークランド・アスレチックスから指名され、プロ入り。契約後、傘下のルーキー級アリゾナリーグ・アスレチックスでプロデビュー。35試合に出場して打率.254、1本塁打、14打点、7盗塁を記録した。
2018年にMLB.comが発表したプロスペクトランキングでは、アスレチックスの組織内で14位（シーズン途中で16位に下降）にランクインした。シーズンではA級ベロイト・スナッパーズでプレーし、121試合に出場して打率.239、34打点、24盗塁を記録した。
2019年はA+級ストックトン・ポーツでプレーし、72試合に出場して打率.292、3本塁打、25打点、13盗塁を記録した。オフにはアリゾナ・フォールリーグに参加し、メサ・ソーラーソックスに所属した。
2020年は新型コロナウイルスの影響でマイナーリーグの試合が開催されなかったため、公式戦の出場は無かった。
2021年はAA級ミッドランド・ロックハウンズとAAA級ラスベガス・アビエイターズでプレーし、2球団合計で89試合に出場して打率.288、6本塁打、41打点、12盗塁を記録した。また、5月23日に東京オリンピック野球アメリカ大陸予選のアメリカ合衆国代表メンバーに選出され、7月2日には東京オリンピックのアメリカ代表のメンバーに選ばれた。ノックアウトステージ第1戦では田中将大から右翼線へ適時二塁打を記録し、決勝では森下暢仁から右翼方向へ単打、伊藤大海から左中間へ二塁打、 栗林良吏から再び右翼方向へ単打を放った。オリンピック本大会では、最優秀守備選手に選ばれた。オフの11月19日にルール・ファイブ・ドラフトでの流出を防ぐために40人枠入りした。
2022年は開幕をAAA級ラスベガスで迎えた。4月18日にメジャー初昇格し、4月19日のボルチモア・オリオールズ戦でメジャーデビュー。同月21日の試合でディロン・テイトからメジャー初安打となる二塁打を右翼へ記録し、シェルドン・ノイジーの右安打でメジャー初得点を記録。6月21日のシアトル・マリナーズ戦でマルコ・ゴンザレスから左翼へメジャー初本塁打を記録する。メジャー1年目となったこの年は100試合に出場し、打率.207、4本塁打、19打点を記録した。

### ブレーブス時代
2024年11月11日にジャレッド・ジャクソンとのトレードでアトランタ・ブレーブスに移籍した。

## 選手としての特徴
守備が売りで、メイクアップや野球IQも評価されている。

## 詳細情報

### 年度別打撃成績
| 年 度    | 球 団    | 試 合 | 打 席 | 打 数 | 得 点 | 安 打 | 二 塁 打 | 三 塁 打 | 本 塁 打 | 塁 打 | 打 点 | 盗 塁 | 盗 塁 死 | 犠 打 | 犠 飛 | 四 球 | 敬 遠 | 死 球 | 三 振 | 併 殺 打 | 打 率 | 出 塁 率 | 長 打 率 | O P S |
| -------- | -------- | ----- | ----- | ----- | ----- | ----- | -------- | -------- | -------- | ----- | ----- | ----- | -------- | ----- | ----- | ----- | ----- | ----- | ----- | -------- | ----- | -------- | -------- | ----- |
| 2022     | OAK      | 100   | 326   | 299   | 31    | 62    | 13       | 0        | 4        | 87    | 19    | 3     | 2        | 6     | 1     | 19    | 0     | 1     | 64    | 5        | .207  | .256     | .291     | .547  |
| 2023     | OAK      | 106   | 329   | 303   | 29    | 67    | 4        | 2        | 4        | 87    | 20    | 5     | 1        | 6     | 2     | 17    | 0     | 1     | 52    | 8        | .221  | .263     | .287     | .550  |
| 2024     | OAK      | 41    | 105   | 97    | 6     | 17    | 4        | 0        | 1        | 24    | 4     | 0     | 0        | 3     | 0     | 5     | 0     | 0     | 5     | 0        | .175  | .216     | .247     | .463  |
| MLB：3年 | MLB：3年 | 247   | 760   | 699   | 66    | 146   | 21       | 2        | 9        | 198   | 43    | 8     | 3        | 15    | 3     | 41    | 0     | 2     | 136   | 13       | .209  | .254     | .283     | .537  |

- 2024年度シーズン終了時

### 年度別守備成績
| 年 度 | 球 団 | 二塁（2B） | 二塁（2B） | 二塁（2B） | 二塁（2B） | 二塁（2B） | 二塁（2B） | 三塁（3B） | 三塁（3B） | 三塁（3B） | 三塁（3B） | 三塁（3B） | 三塁（3B） | 遊撃（SS） | 遊撃（SS） | 遊撃（SS） | 遊撃（SS） | 遊撃（SS） | 遊撃（SS） |
| 年 度 | 球 団 | 試 合      | 刺 殺      | 補 殺      | 失 策      | 併 殺      | 守 備 率   | 試 合      | 刺 殺      | 補 殺      | 失 策      | 併 殺      | 守 備 率   | 試 合      | 刺 殺      | 補 殺      | 失 策      | 併 殺      | 守 備 率   |
| ----- | ----- | ---------- | ---------- | ---------- | ---------- | ---------- | ---------- | ---------- | ---------- | ---------- | ---------- | ---------- | ---------- | ---------- | ---------- | ---------- | ---------- | ---------- | ---------- |
| 2022  | OAK   | 43         | 69         | 87         | 4          | 19         | .975       | -          | -          | -          | -          | -          | -          | 60         | 68         | 197        | 6          | 40         | .978       |
| 2023  | OAK   | 1          | 1          | 0          | 0          | 0          | 1.000      | -          | -          | -          | -          | -          | -          | 104        | 120        | 246        | 9          | 41         | .976       |
| 2024  | OAK   | 2          | 0          | 2          | 0          | 1          | 1.000      | 5          | 4          | 6          | 0          | 1          | 1.000      | 34         | 45         | 66         | 6          | 22         | .949       |
| MLB   | MLB   | 46         | 70         | 89         | 4          | 20         | .975       | 5          | 4          | 6          | 0          | 1          | 1.000      | 198        | 233        | 509        | 21         | 103        | .972       |

- 2024年度シーズン終了時

### 背番号
- 2（2022年 - 2023年、2025年 - ）
- 10（2024年）

### 表彰
国際大会
- オリンピックの野球競技・最優秀守備選手：1回 （2021年）

### 代表歴
- 2020年東京オリンピックの野球競技・アメリカ合衆国代表